# Райа-Йоосеппи
Райа-Йоосеппи (фин. Raja-Jooseppi) — финский контрольно-пропускной пункт на финляндско-российской границе в общине Инари в финской провинции Лаппи в 52 км от Ивало.
Пункт открыт 25 января 1967 года, а 4 сентября 1989 года получил статус международного пограничного пункта. Пункт автомобильного (МАПП) сообщения на российско-финляндской границе открыт в будние дни с 07:00 до 19:00, в выходные с 10:00 до 18:00 по финскому времени.
На 2012 год было зарегистрировано 128 054 пересечений границы и число их увеличивается. Большой популярностью пользуется расположенный близ границы национальный парк Урхо Кекконен и туристический центр Саариселькя. По информации пограничной службы посёлка Ивало переход Райа-Йоосеппи используется для нелегальной транспортировки женщин для занятий проституцией в северной Норвегии и Финляндии, большинство которых являются выходцами из Украины (см. проституция на Украине) и Молдавии (см. проституция в Молдавии).
В ноябре 2015 года финская сторона предложила российским пограничникам запретить пересечение российско-финской границы на велосипеде, мотивируя это заботой о безопасности.
В связи с режимом экономии бюджета, планируется сокращение времени работы пограничного пункта.
В 2021 начались работы по строительству нового здания пограничного пункта.
С 23 ноября 2023 года по 3 декабря 2023 года являлся единственным работающим контрольно-пропускным пунктом на российско-финляндской границе.